# Nancy Fjällbrant
Nancy Fjällbrant, född Armitage 7 augusti 1934 i Huddersfield i England, död 24 januari 2024 i Falkenberg, var en svensk bibliotekstjänsteperson. Hon var gift med Tore Fjällbrant från 1957 till hans död den 5 september 2021.
Nancy Fjällbrant blev Bachelor of Science vid Edinburghs universitet 1957, filosofie kandidat vid Göteborgs universitet 1971 och Doctor of Philosophy vid University of Surrey 1976. Hon var stipendiesekreterare vid Nämnden för internationellt bistånd och Styrelsen för internationell utveckling 1962–1966 samt forskningsingenjör vid Linköpings högskola 1972–1973. Nancy Fjällbrant blev lektor vid Bibliotekshögskolan 1973 och därjämte samma år bibliotekarie vid Chalmers tekniska högskola, där hon blev förste bibliotekarie 1975. Hon har publicerat bland annat The Development of a Programme of User Education at Chalmers University of Technology Library (doktorsavhandling, 1976), User Education in Libraries (tillsammans med Malcolm Stevenson, 1977) samt artiklar i fysiologi, bibliotekskunskap och pedagogik. Dr. Fjällbrant innehade uppdraget som Ordförande/President för den internationella biblioteksorganisationen IATUL International Association of Technological University Libraries mellan 1996 och 2000.
Nancy Fjällbrant avled stilla den 24 januari 2024, i Falkenbergs kommun, där hon och maken, Tore Fjällbrant, vistades mycket efter sina respektive pensioner.